# Stéphane Courtois

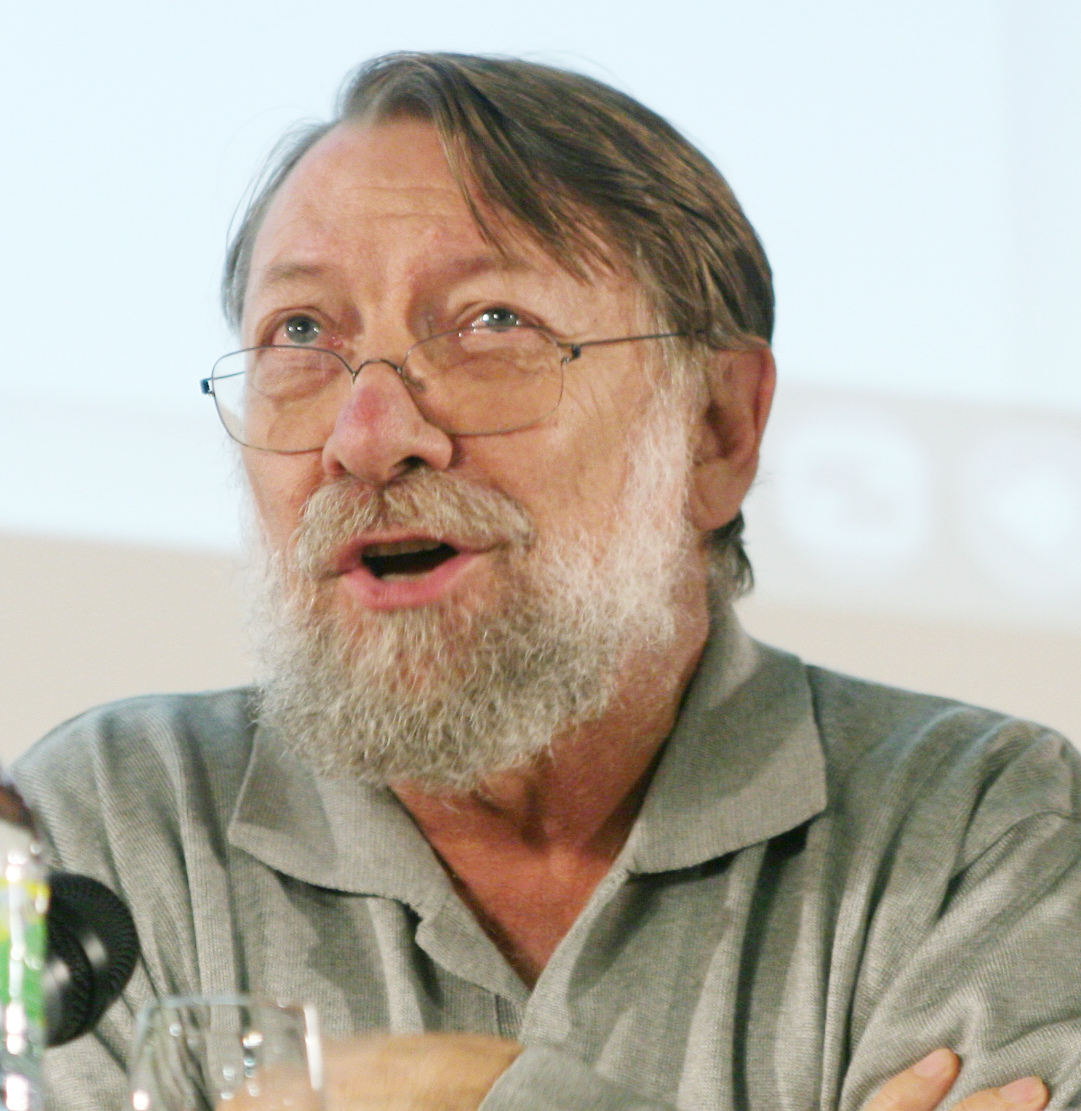
Stéphane Courtois (2009)

Stéphane Courtois, född 25 november 1947 i Dreux i Frankrike, är en fransk historiker verksam som forskare vid forskningsinstitutet Centre national de la recherche scientifique (CNRS). Han har bland annat skrivit om kommunistiska rörelser och kommunistiska regimer.
Courtois är en del av Groupe d'Observatoire et d'Etudes de la Démocratie (GEODE), en grupp som studerar och observerar demokratin, vid Universite Paris X Nanterre (UPX). Han är medförfattare till Histoire du Parti communiste français (Det franska kommunistiska partiets historia) och redaktör för tidskriften Communisme. Stéphane Courtois är, trots sina tidigare rötter i maoismen, mest känd för sin kritik av kommunismen och totalitarismen.
Han är medförfattare och huvudredaktör för boken Kommunismens svarta bok (franska: Le Livre noir du communisme : Crimes, terreur, répression) som kom ut 1997 och i svensk översättning 1999.